# Xung đột Việt – Trung (1979–1991)
Xung đột Việt Nam – Trung Quốc 1979–1991 là một chuỗi các cuộc đụng độ quân sự trên biên giới và hải đảo giữa hai nước Cộng hòa Xã hội chủ nghĩa Việt Nam và Cộng hòa Nhân dân Trung Hoa, diễn ra ngay sau cuộc chiến tranh biên giới năm 1979 và kéo dài cho đến năm 1991 khi quan hệ hai bên chính thức được bình thường hóa.
Khi Quân Giải phóng Nhân dân Trung Quốc rút khỏi Việt Nam vào ngày 16 tháng 3 năm 1979 sau cuộc chiến tranh biên giới, Trung Quốc tuyên bố họ không tham vọng dù "chỉ một tấc đất lãnh thổ Việt Nam". Trên thực tế, quân Trung Quốc lấn chiếm khoảng 60 km² lãnh thổ tranh chấp mà Việt Nam kiểm soát trước khi chiến sự nổ ra. Tại một số nơi như khu vực quanh Hữu Nghị Quan gần Lạng Sơn, quân Trung Quốc chiếm đóng các mảnh đất không có giá trị quân sự nhưng có giá trị biểu tượng quan trọng. Tại các nơi khác, quân Trung Quốc chiếm giữ các vị trí chiến lược quân sự làm bàn đạp để từ đó có thể tiến đánh Việt Nam. Việc Trung Quốc chiếm đóng các lãnh thổ biên giới làm cho Việt Nam căm giận, và giữa hai phía nổ ra một loạt trận giao tranh nhằm giành quyền kiểm soát các khu vực đó. Xung đột biên giới giữa Việt Nam và Trung Quốc vẫn tiếp diễn cho đến năm 1988, đỉnh điểm là các năm 1984-1985.
Tới năm 1990, cùng với việc Việt Nam rút quân khỏi Campuchia và Liên Xô sụp đổ, quan hệ giữa hai nước dần trở lại bình thường, qua đó chấm dứt các cuộc giao tranh tại biên giới giữa hai nước.

## Bối cảnh
Kể từ năm 1979, có ít nhất sáu đợt giao tranh lớn diễn ra tại một số điểm trên biên giới Việt-Trung, là các đợt tháng 6 và tháng 10 năm 1980, tháng 5 năm 1981, tháng 4 năm 1983, tháng 4 năm 1984, tháng 6 năm 1985 và đợt từ tháng 10 năm 1986 đến tháng 1 năm 1987. Tất cả các cuộc giao tranh trên đều do Trung Quốc khiêu khích hay gây hấn trước, nhằm phục vụ cho các mục tiêu chính trị của họ. Nguy cơ thường trực của một cuộc xâm lăng mới từ nước láng giềng phía bắc buộc Việt Nam phải huy động một lực lượng cực lớn cho việc phòng thủ. Trong thập niên 1980, ước tính phía Việt Nam có khoảng 600.000–800.000 quân chính quy và bán vũ trang hiện diện tại khu vực biên giới, đối chọi với khoảng 200.000–400.000 quân Trung Quốc.
Mặt trận Vị Xuyên là mặt trận diễn ra các cuộc chạm trán ác liệt nhất, với nhiều đơn vị quân của cả hai phía luân phiên tham chiến. Theo thống kê chưa đầy đủ, 7 sư đoàn (313, 314, 325, 328, 354, 356 và 411) và 1 trung đoàn (Trung đoàn 266 Sư đoàn 341) của Việt Nam đã từng tham chiến tại mặt trận này trong khoảng giữa những năm 1980. Về phía Trung Quốc, các lực lượng bao gồm nhiều quân đoàn thuộc 7 đại quân khu cũng được luân chuyển qua mặt trận này để "vuốt đuôi hổ", tức huấn luyện trận mạc, theo chủ trương của Đặng Tiểu Bình. Từ năm 1984 đến năm 1989, ít nhất 14 quân đoàn Trung Quốc đã thay nhau tham chiến tại khu vực này (bao gồm các Quân đoàn 1, 12, 13, 14, 16, 20, 23, 26, 27, 38, 41, 42, 47 và 67).
Bên cạnh sử dụng quân chính quy, Trung Quốc còn trang bị và huấn luyện các nhóm vũ trang người thiểu số (đặc biệt là người H'Mông) nhằm áp dụng chiến tranh phi quy ước chống lại chính phủ Việt Nam và Lào. Từ năm 1985 trở đi, sự hỗ trợ của Chính phủ Trung Quốc đối với các lực lượng này mới giảm dần, khi chính phủ Lào khởi động tiến trình bình thường hóa quan hệ với Trung Quốc.

## Năm 1980: Pháo kích Cao Bằng
Từ đầu năm 1980, Việt Nam tiến hành các chiến dịch tấn công mùa khô quy mô nhỏ nhằm càn quét các lực lượng Khmer Đỏ còn nằm rải rác trên biên giới Campuchia - Thái Lan. Để gây sức ép lên Việt Nam nhằm buộc Việt Nam phải rút quân từ Campuchia về, Trung Quốc tăng áp lực lên khu vực biên giới bằng cách triển khai nhiều quân đoàn đối diện với biên giới Việt Nam. Trung Quốc cũng tiến hành huấn luyện quân sự cho khoảng 5.000 quân thuộc các lực lượng người H'Mông chống đối Lào tại tỉnh Vân Nam và sử dụng lực lượng này đánh phá khu vực Muong Sing ở tây bắc Lào gần biên giới Trung Quốc. Tuy nhiên Việt Nam cũng đã tăng cường lực lượng đồn trú tại biên giới, và Trung Quốc không còn có được ưu thế áp đảo về quân số như khi họ tiến hành chiến dịch tháng 2 năm 1979.
Tháng 6 năm 1980, Quân đội Nhân dân Việt Nam vượt biên giới Thái Lan trong khi truy kích quân Khmer Đỏ tháo chạy. Dù quân Việt Nam nhanh chóng rút khỏi lãnh thổ Thái Lan sau đó, thì việc này cũng khiến Trung Quốc cảm thấy họ phải hành động để ứng cứu đồng minh Thái Lan và Khmer Đỏ. Trong các ngày từ 28 tháng 6 cho tới 6 tháng 7, bên cạnh lớn tiếng chỉ trích Việt Nam trên mặt ngoại giao, quân Trung Quốc liên tục bắn pháo vào lãnh thổ Việt Nam tại tỉnh Cao Bằng. Đụng độ ở quy mô nhỏ cũng diễn ra trong thời gian sau đó, với 7 vụ việc xảy ra chỉ riêng trong nửa đầu tháng 10. Trung Quốc tố cáo Việt Nam đã thực hiện nhiều đợt tập kích qua biên giới nhằm vào các vị trí của quân Trung Quốc ở khu vực La Gia Bình, huyện Mã Quan, tỉnh Vân Nam trong các ngày 30 tháng 9 và 1 tháng 10, giết chết ít nhất 5 người Trung Quốc. Phía Trung Quốc sau đó đã đáp trả bằng một cuộc tấn công vào các vị trí của Việt Nam trên cùng khu vực này vào ngày 15 tháng 10, và tuyên bố đã tiêu diệt 42 và bắt giữ 3 lính Việt Nam trong đợt công kích này.
Các cuộc bắn phá của Trung Quốc không nhằm vào một mục tiêu quân sự chiến lược nào cả, không có ảnh hưởng lớn lên Việt Nam và chỉ mang tính tượng trưng. Việt Nam cảm thấy việc tiến hành các hoạt động quân sự quy mô lớn trên biên giới nằm ngoài khả năng của Trung Quốc, nên Việt Nam có thể rảnh tay tiến hành các hoạt động quân sự tại Campuchia. Tuy nhiên, các cuộc nã pháo của Trung Quốc cũng định hình kiểu xung đột trên biên giới với Việt Nam trong suốt 10 năm sau đó.

## Năm 1981: Tấn công các cao điểm ở Lạng Sơn và Hà Giang

Vị trí giao tranh tại Cao điểm 400, Lạng Sơn, tháng 5 năm 1981

Ngày 2 tháng 1 năm 1981, Bộ Ngoại giao Việt Nam đề nghị ngưng bắn để đón năm mới. Đề nghị này bị phía Trung Quốc bác bỏ ngày 20 tháng 1. Tuy vậy, hai phía vẫn tiến hành trao đổi tù binh. Tình hình mặt trận tương đối yên tĩnh trong mấy tháng tiếp theo.
Tới tháng 5, giao tranh ác liệt đột ngột bùng lên với việc quân Trung Quốc ở cấp trung đoàn tiến công đánh chiếm một dải đất hẹp ở huyện Cao Lộc, tỉnh Lạng Sơn được phía Việt Nam gọi là Cao điểm 400, còn Trung Quốc gọi là Pháp Tạp Sơn (法卡山 hay Fakashan). Trên địa bàn tỉnh Hà Tuyên, Trung Quốc tấn công và đánh chiếm một điểm cao chiến lược khác mang số hiệu 1688 vốn được Trung Quốc gọi là Khấu Lâm Sơn (扣林山 hay Koulinshan) và một số vị trí lân cận. Giao tranh diễn ra hết sức đẫm máu khiến hàng trăm người mỗi bên thiệt mạng. Hai trận đánh mở màn lần lượt vào các ngày 5 và 7 tháng 5; riêng trận tại Cao điểm 400 kéo dài sang tới ngày 7 tháng 6 với một chuỗi các đợt phản công của phía Việt Nam nhằm giành lại ngọn đồi này. Để biện minh cho các hoạt động quân sự này, Trung Quốc tuyên bố họ tấn công để đáp trả các hành vi gây hấn của Việt Nam trong thời gian quý 1 năm đó.
Để trả đũa, bộ binh Việt Nam đột kích vào Trung Quốc ở hướng tỉnh Quảng Tây trong các ngày 5 và 6 tháng 5. Một đại đội quân Việt Nam cũng đánh vào khu vực hợp tác xã Mãnh Động, huyện Malipo, tỉnh Vân Nam. Trung Quốc tuyên bố đã đánh lui năm đợt tấn công xuất phát từ Việt Nam và tiêu hao hàng trăm quân Việt Nam tấn công vào Quảng Tây. Tới ngày 22 tháng 5, họ lại tuyên bố tiêu diệt 85 quân Việt Nam đánh vào khu vực Khấu Lâm thuộc tỉnh Vân Nam. Tổng cộng Trung Quốc tuyên bố đã tiêu diệt khoảng 300 quân Việt Nam trong các cuộc giao chiến qua lại trên biên giới. Con số này không bao gồm thương vong trong các trận đánh tại Pháp Tạp Sơn và Khấu Lâm Sơn, mà theo phía Trung Quốc ghi nhận đã có tổng cộng hơn 1.700 binh sĩ Việt Nam chết hoặc bị thương.
Dù chiến cuộc bùng phát dữ dội, Trung Quốc thực sự không muốn leo thang và chỉ dùng các lực lượng biên phòng chứ không huy động quân chủ lực cho các trận đánh. Các quan sát viên phương Tây nhận định: "Dù tình hình căng thẳng tại biên giới gia tăng, khó có khả năng diễn ra một 'bài học' của Trung Quốc cho Việt Nam. Cái giá sẽ phải trả bằng nhân mạng, tiền của và uy tín chính trị (của Trung Quốc) là quá đắt, đặc biệt là khi Việt Nam đã tăng cường lực lượng quân chính quy tại biên giới và giành được ưu thế rõ rệt về trang thiết bị". Các nhà phân tích khác chỉ ra rằng mùa mưa sắp tới, và việc Trung Quốc mới cắt giảm ngân sách quốc phòng không cho phép họ tiến hành một cuộc xâm lược quy mô lớn.

## Năm 1984: Xâm lấn biên giới ở Vị Xuyên
Từ ngày 2 đến ngày 27 tháng 4 năm 1984, để hỗ trợ cho các lực lượng phiến quân tại Campuchia, Trung Quốc tiến hành đợt pháo kích lớn nhất nhằm vào khu vực biên giới Việt Nam kể từ sau năm 1979, với 60.000 quả đạn pháo bắn vào 16 huyện thuộc các tỉnh Lạng Sơn, Cao Bằng, Hà Tuyên và Hoàng Liên Sơn. Phối hợp với cuộc pháo kích này là hàng loạt đợt tấn công bộ binh ở cấp tiểu đoàn vào các vị trí của Việt Nam trong ngày 6 tháng 4. Cuộc tấn công lớn nhất diễn ra tại huyện Tràng Định, tỉnh Lạng Sơn, với nhiều tiểu đoàn quân Trung Quốc đánh vào các cao điểm 820 và 636 gần đường tiến quân năm 1979 tại Hữu Nghị Quan. Dù lực lượng hùng hậu, nhưng tới ngày hôm sau, các đợt tấn công của họ đều bị đánh lui hoặc phải bỏ các vị trí đã chiếm được. Các tài liệu Trung Quốc sau này công bố rằng các đợt tấn công bộ binh này chủ yếu mang ý nghĩa nghi binh, và có quy mô nhỏ hơn nhiều so với mô tả của nguồn tin phương Tây.
Tại Hà Tuyên, trong tháng 4 đến tháng 7 năm 1984, quân Trung Quốc đánh vào dải đồi thuộc huyện Vị Xuyên, mà Trung Quốc gọi là Lão Sơn (老山 hay Laoshan), gần cột mốc biên giới số 13. Lão Sơn thực ra là một dãy đồi chạy từ tây sang đông, từ ngọn đồi ở bình độ 1800 ở phía tây tới đồi bình độ 1200 ở phía đông. Ngọn đồi 1200 này phía Trung Quốc gọi là Đông Sơn (东山 hay Dongshan) hoặc với tên gọi khác là Giả Âm Sơn (者阴山 hay Zheyinshan), và đây cũng là ngọn đồi duy nhất nơi chiến sự xảy ra ở phía đông sông Lô. Tất cả các cuộc giao tranh khác tại Vị Xuyên đều diễn ra ở phía tây của sông Lô chảy vào Việt Nam.
Trung Quốc mở màn cuộc tấn công lúc 5 giờ sáng ngày 28 tháng 4 năm 1984 sau một đợt pháo kích ác liệt. Sư đoàn 40 thuộc Quân đoàn 14 của Trung Quốc vượt biên giới theo bờ tây sông Lô, còn Sư đoàn 49 (có lẽ thuộc Quân đoàn 16 từ Quân khu Nam Kinh), tấn công và đánh chiếm Cao điểm 1200. Lực lượng phòng ngự Việt Nam bao gồm bộ binh từ Sư đoàn 313 và khẩu đội pháo binh từ Lữ đoàn pháo binh 168 đành rút lui khỏi các ngọn đồi này.
Quân Trung Quốc chiếm được ấp Na La và các cao điểm 226, 685 và 468, tạo nên một vùng lồi kéo dài khoảng 2,5 km hướng về phía Việt Nam. Vị trí này được bảo vệ bởi vách đá dựng đứng có rừng bao phủ và dòng suối Thanh Thủy ở phía nam, chỉ có thể tiếp cận được bằng cách băng qua khoảng đất trống thung lũng sông Lô ở phía đông, và như vậy rất thuận lợi cho phòng ngự. Tuy nhiên tại các nơi khác, chiến sự diễn ra giằng co từ ngày 28 tháng 4 cho tới 15 tháng 5, và các cao điểm 1509 (tức Núi Đất, Trung Quốc gọi là Lão Sơn), 772, 233, 1200 (tức Giả Âm Sơn) và 1030 liên tục đổi chủ. Từ ngày 15 tháng 5, chiến sự tạm dừng sau khi phía Trung Quốc bước đầu kiểm soát được các ngọn đồi này; đến ngày 12 tháng 6 và sau đó là 12 tháng 7, giao tranh lại bùng lên khi quân Việt Nam tổ chức phản công tái chiếm các vị trí đã mất. Sau đó chiến sự dừng hẳn, chỉ có các cuộc chạm trán hoặc đọ pháo lẻ tẻ.
Theo tin tình báo Hoa Kỳ, Việt Nam không thành công trong nỗ lực tái chiếm 8 mỏm núi. Kết quả, quân Trung Quốc chiếm được một số ngọn đồi thuộc dải đồi này, gồm 29 điểm trong lãnh thổ Việt Nam. Trong số các vị trí mà quân Trung Quốc chiếm được có các cao điểm 1509, 772 ở phía tây sông Lô và các cao điểm 1250 (Núi Bạc), 1030 và đỉnh Si Cà Lá ở phía đông sông Lô. Chiến sự diễn ra dọc tuyến biên giới dài khoảng 11 km, và nơi quân Trung Quốc chiếm được sâu nhất trong lãnh thổ Việt Nam là các cao điểm 685 vầ 468, nằm cách biên giới khoảng 2 km. Giao tranh kéo dài dai dẳng, nhưng không có nơi nào quân Trung Quốc tiến sâu được hơn vào lãnh thổ Việt Nam quá 5 km, dù quân đông hơn nhiều. Hai bên vẫn tiếp tục giành giật các cao điểm này trong một loạt các đợt xung đột diễn ra sau đó cho đến tận năm 1986.
Để phòng ngự các khu vực chiếm được, Trung Quốc duy trì hai quân đoàn tại khu vực Vị Xuyên, bao gồm bốn sư đoàn bộ binh, hai sư đoàn pháo binh và vài trung đoàn xe tăng. Sư đoàn pháo binh Trung Quốc bố trí tại khu vực này gồm pháo 130 mm và lựu pháo 152 mm, cũng như hỏa tiễn 40 nòng. Các trung đoàn bộ binh có pháo 85 mm và súng cối loại 100-D. Trong một số trận đụng độ, Trung Quốc đưa cả xe tăng vào giao chiến.
Theo công bố chính thức của Việt Nam vào tháng 6, họ đã tiêu diệt một trung đoàn và 8 tiểu đoàn quân Trung Quốc, "loại khỏi vòng chiến đấu" 5.500 quân Trung Quốc. Tới tháng 8, Việt Nam tuyên bố nâng tổng số quân Trung Quốc bị loại ra khỏi vòng chiến đấu lên đến 7.500 quân trong vòng 4 tháng. Đổi lại, Trung Quốc tuyên bố loại khỏi vòng chiến khoảng 2.000 quân Việt Nam, còn về phía mình có 939 lính và 64 dân công chết trong vòng 5 tuần của chiến dịch tiến công Lão Sơn. Họ cũng tuyên bố thêm khoảng 1.080–3.000 quân Việt Nam tử trận sau trận đánh ngày 12 tháng 7. Phía Việt Nam xác nhận trong ngày này, Sư đoàn 356 của họ đã có gần 600 binh sĩ thiệt mạng. Ngoài ra còn có 820 binh sĩ Việt Nam khác bị thương trong đợt xung đột này.

## Năm 1986-1987: "Chiến tranh giả"
Nếu như trong năm 1985, Trung Quốc bắn khoảng 800.000 phát đạn pháo vào Vị Xuyên, trong tổng số khoảng 1 triệu phát đạn pháo trên toàn biên giới, thì số vụ bắn phá trong năm 1986 cho tới đầu năm 1987 giảm hẳn, chỉ còn chừng vài chục ngàn viên đạn pháo một tháng. Đây có lẽ là kết quả của việc Liên Xô, mà cụ thể là Tổng bí thư Gorbachev kêu gọi bình thường hóa quan hệ Việt Nam - Trung Quốc trong bài diễn văn tại Vladivostok. Tới tháng 10 năm 1986, Trung Quốc cũng thành công trong việc thuyết phục Liên Xô tiến hành đàm phán về vấn đề Campuchia trong vòng đàm phán thứ 9 giữa Liên Xô và Trung Quốc.
Tuy nhiên, giữa lúc các tín hiệu ngoại giao đang có xu thế trở nên tích cực, thì tình hình biên giới đột nhiên trở lại căng thẳng. Ngày 14 tháng 10 năm 1986, Việt Nam tố cáo Trung Quốc bắn 35.000 phát đạn pháo vào Vị Xuyên, và có những hành động lấn chiếm lãnh thổ. Việt Nam cho biết đã đẩy lui ba đợt tấn công của quân Trung Quốc tại Cao điểm 1100 và cầu Thanh Thủy. Đây có thể là phản ứng của Trung Quốc trước việc Liên Xô từ chối gây sức ép đòi Việt Nam phải rút quân khỏi Campuchia, hoặc để đáp lại các hoạt động quân sự mùa khô mà Việt Nam đang chuẩn bị tại Campuchia. Trong tháng 1 năm 1987, Việt Nam cho biết Trung Quốc tăng cường bắn phá và đưa quân xâm lấn lãnh thổ. Quân Trung Quốc đã bắn hàng chục ngàn phát đạn pháo (60.000 phát pháo riêng trong ngày 8 tháng 1) và mở 15 đợt tấn công với lực lượng tham gia cỡ sư đoàn đánh vào các vị trí quân Việt Nam tại các mỏm 233, 685, 1100 và 1509. Phía Việt Nam cho biết đã gây 1.500 thương vong vào quân Trung Quốc. Ngược lại, Trung Quốc cũng tuyên bố đã gây 500 thương vong vào quân Việt Nam; họ cũng phủ nhận con số do phía Việt Nam đưa ra nhưng thừa nhận các lực lượng Trung Quốc đã chịu "tổn thất đáng kể". Ngày 5 tháng 10 năm 1987, một máy bay chiến đấu MiG-21 của Không quân Nhân dân Việt Nam bị phía Trung Quốc bắn rơi trên vùng trời huyện Long Châu, tỉnh Quảng Tây.
Theo Carlyle A. Thayer nhận định, giao tranh lần này chỉ mang tính một cuộc "chiến tranh giả". Dù chiến sự diễn ra kịch liệt tại Vị Xuyên, tình hình tại các tỉnh biên giới khác của Việt Nam khá yên tĩnh, và quân Trung Quốc không huy động các đơn vị quân chủ lực trong suốt thời gian xung đột bùng nổ. Tương quan quân sự của hai nước tại vùng biên giới không thay đổi trong thời gian này.

## Năm 1988: Hải chiến Trường Sa
Từ năm 1978, Hải quân nhân dân Việt Nam đã tiến hành Chiến dịch CQ-88 nhằm "chạy đua" trong việc kiểm soát các đảo đá trên quần đảo Trường Sa. Trong thời gian này, Hải quân Việt Nam thường né tránh việc xảy ra xung đột quân sự với các lực lượng hải quân nước khác, trong đó có Trung Quốc.
Xung đột quân sự nổ ra trên biển Đông năm 1988 khi Hải quân Quân Giải phóng Nhân dân Trung Quốc đưa quân chiếm đóng một số đảo, đảo chìm, bãi ngầm thuộc quần đảo Trường Sa và Hải quân Nhân dân Việt Nam đưa quân ra bảo vệ, đánh trả và cuộc chiến nổ ra vào ngày 14 tháng 3 năm 1988. Kết quả là phía Việt Nam mất 3 tàu vận tải hải quân, 64 thủy thủ Việt Nam đã hy sinh, mất Gạc Ma nhưng giữ được cụm đảo Cô Lin và Len Đao.

## Kết quả
Kể từ tháng 4 năm 1987, quân Trung Quốc giảm quy mô các hoạt động quân sự tại Việt Nam, dù quân của họ tiếp tục tuần tra tại Lão Sơn và Giả Âm Sơn. Từ tháng 4 năm 1987 tới tháng 10 năm 1989 họ chỉ tiến hành 11 cuộc tấn công, chủ yếu là pháo kích. Tới năm 1992, Trung Quốc chính thức hoàn tất việc rút quân khỏi Lão Sơn và Giả Âm Sơn.
Trung Quốc dần thực hiện việc rút quân khỏi các vị trí đã chiếm đóng của Việt Nam trong thời gian trước. Từ năm 1989, Trung Quốc rút khỏi một số điểm ở phía bắc suối Thanh Thủy. Ngày 13 tháng 3 năm 1989, họ rút khỏi 20 vị trí và đến tháng 9 năm 1989, họ rút khỏi 9 điểm còn lại. Tại Cao điểm 1509 mà Trung Quốc gọi là Lão Sơn (lưu ý có 2 cao điểm cùng tên là 1509, 1 mỏm thuộc Việt Nam và 1 thuộc Trung Quốc theo Hiệp ước Pháp - Thanh), họ cho tiến hành xây cất công sự bê tông tại các vị trí thuộc phần lãnh thổ của mình sau khi chiến sự kết thúc, chỉ để lại các công sự đất tại phần thuộc Việt Nam, được trao trả theo hiệp định biên giới năm 2009 giữa hai nước.
Hàng nghìn người thuộc cả hai phía thiệt mạng trong cuộc chiến. Tại nghĩa trang quân đội Vị Xuyên ở tỉnh Hà Giang, có hơn 1.600 ngôi mộ liệt sĩ Việt Nam hy sinh trong suốt các giai đoạn cuộc chiến cho tới tận năm 1990. Số liệu Việt Nam công bố gần đây ghi nhận khoảng 4.000 bộ đội hy sinh và hơn 9.000 người khác bị thương tại khu vực này trong giai đoạn từ năm 1984 đến 1989. Phía Trung Quốc tuyên bố con số thương vong tương ứng của họ là 4.100 lính , trong đó có hơn 2.000 lính tử trận.